# Chiesa di San Giovanni Battista (Davagna)
La chiesa di San Giovanni Battista è un luogo di culto cattolico situato nella località di Marsiglia, in via Marsiglia, nel comune di Davagna, nella città metropolitana di Genova. La chiesa è sede della parrocchia omonima del vicariato Medio - Alto Bisagno dell'arcidiocesi di Genova.

## Storia
La presenza di un tempio religioso nella località di Marsiglia è testimoniato da due legati del 5 e 11 novembre 1213 dove si attestò la presenza di un'antica chiesetta. Fino al 2 dicembre del 1248 e ancora nel 1303 le due comunità religiose di Marsiglia e di Sant'Andrea di Calvari furono governate da un unico rettore.
In una dichiarazione datata al 5 maggio del 1386 si documentò la forte rovina della struttura e la quasi totale assenza di parrocchiani locali. La scissione delle due comunità frazionali è persino documentata in una lettera del pontefice Clemente VIII, datata il 15 marzo 1600, il quale avvisò il vicario generale di Genova che l'arcivescovo Matteo Rivarola in occasione della sua visita al paese smembrò "religiosamente" le due frazioni.
Inoltre il papa scrisse la sua intenzione di affidare il patronato e il diritto di presentazione del rettore, anche in caso di parere contrario dei parrocchiani, al benefattore genovese Giovanni Tamburi a seguito della spontanea donazione di 150 lire. La chiesa fu elevata al titolo di parrocchiale nel 1603, grazie al nuovo presule Orazio Spinola, suffragandola alla pieve di Santa Maria Assunta di Bargagli.
La chiesa fu costruita ad unica navata con tre altari; una grande lapide in latino ricorda il gesto benevolo del genovese Tamburini e i conseguenti privilegi acquisiti. La torre campanaria fu costruita in seguito, nel 1645. Dal 1674 fu unita alla chiesa parrocchiale di Santo Stefano della frazione di Rosso, sottraendola dal controllo di Bargagli.
Nel corso dell'invasione delle truppe francesi di Napoleone Bonaparte, nel 1797, la canonica subì saccheggi e l'archivio parrocchiale fu dato alle fiamme dai soldati d'oltralpe. Con decreto del 27 agosto 1940 il cardinale di Genova Pietro Boetto elevò la chiesa parrocchiale a prevostura.